# Алтония
Алтония (порт. Altônia) — муниципалитет в Бразилии, входит в штат Парана. Составная часть мезорегиона Северо-запад штата Парана. Входит в экономико-статистический микрорегион Умуарама. Население составляет 15 269 человек на 2006 год. Занимает площадь 661,558 км². Плотность населения — 23,1 чел./км².

## История
Город основан 12 декабря 1968 года.

## Статистика
- Валовой внутренний продукт на 2003 год составляет 90 361 862,00 реалов (данные: Бразильский институт географии и статистики).
- Валовой внутренний продукт на душу населения на 2003 год составляет 5288,65 реалов (данные: Бразильский институт географии и статистики).
- Индекс развития человеческого потенциала на 2000 год составляет 0,743 (данные: Программа развития ООН).

## География
Климат местности: субтропический.